# SN 2003A
SN 2003A – supernowa typu Ib/c odkryta 3 stycznia 2003 roku w galaktyce UGC 5904. W momencie odkrycia miała maksymalną jasność 17,40m.